# Houghton (ort i Australien)
Houghton är en ort i Australien. Den ligger i kommunen Adelaide Hills och delstaten South Australia, omkring 18 kilometer nordost om delstatshuvudstaden Adelaide. Antalet invånare är 596.
Runt Houghton är det glesbefolkat, med 17 invånare per kvadratkilometer.. Närmaste större samhälle är Adelaide, omkring 18 kilometer sydväst om Houghton. 
I omgivningarna runt Houghton växer i huvudsak blandskog. Genomsnittlig årsnederbörd är 593 millimeter. Den regnigaste månaden är juli, med i genomsnitt 95 mm nederbörd, och den torraste är december, med 13 mm nederbörd.